# Opisthokonta
Opisthokonta – w nowoczesnych klasyfikacjach supergrupa eukariontów. Wyróżniona na podstawie szczegółów wici występujących u wiciowców kołnierzykowych, zwierząt (w plemnikach) i pierwotnych grzybów. W filogenetyce molekularnej rozszerzona o kolejne klady na podstawie molekularnych badań genetycznych.
Organizmy te, zaliczane do Amorphea, mają tylko jedną wić, tzw. wić tylną, która popycha komórkę do przodu, w przeciwieństwie do organizmów, których komórka jest ciągnięta przez wić.

## Kladogram
|  | Nucleariidae   |
|  |                |
|  | grzyby (Fungi) |
|  |                |

|  | \| \| wiciowce kołnierzykowe (Choanoflagellata) \| \| \| \| \| \| wielokomórkowce (Metazoa) – zwierzęta \| \| \| \| |
|  | |
|  | Filasterea |
|  | |
|  | Ichthyosporea |
|  | |
|  | wiciowce kołnierzykowe (Choanoflagellata)                                                                           |
|  | |
|  | wielokomórkowce (Metazoa) – zwierzęta                                                                               |
|  | |

|  | wiciowce kołnierzykowe (Choanoflagellata) |
|  |                                           |
|  | wielokomórkowce (Metazoa) – zwierzęta     |
|  |                                           |

|  | Nucleariidae   |
|  |                |
|  | grzyby (Fungi) |
|  |                |

|  | \| \| wiciowce kołnierzykowe (Choanoflagellata) \| \| \| \| \| \| wielokomórkowce (Metazoa) – zwierzęta \| \| \| \| |
|  | |
|  | Filasterea |
|  | |
|  | Ichthyosporea |
|  | |
|  | wiciowce kołnierzykowe (Choanoflagellata)                                                                           |
|  | |
|  | wielokomórkowce (Metazoa) – zwierzęta                                                                               |
|  | |

|  | wiciowce kołnierzykowe (Choanoflagellata) |
|  |                                           |
|  | wielokomórkowce (Metazoa) – zwierzęta     |
|  |                                           |

Grupa zawierająca – Eukaryota (eukarionty)